# Damernas 1 500 meter i hastighetsåkning på skridskor vid olympiska vinterspelen 1984
Damernas 1 500 meter i skridskor vid de olympiska vinterspelen 1984 avgjordes den 9 februari 1984 på Olimpijska Dvorana Zetra. Loppet vanns av Karin Enke från Östtyskland.
32 idrottare från 15 nationer deltog i tävlingen.

## Rekord
Gällande världsrekord och olympiska rekord före Vinter-OS 1984:
| Världsrekord     | Natalja Petrusjova (URS) | 2:04,04 | Alma-Ata, Kazakiska SSR, Sovjetunionen | 25 mars 1983     |
| Olympiskt rekord | Annie Borckink (NED)     | 2:10,95 | Lake Placid, New York, USA             | 14 februari 1980 |

Följande nya världsrekord och olympiska rekord blev satta under tävlingen:
| Datum      | Idrottare                  | Nation      | Tid     | OR | VR |
| ---------- | -------------------------- | ----------- | ------- | -- | -- |
| 9 februari | Andrea Schöne-Mitscherlich | Östtyskland | 2:05,29 | OR |    |
| 9 februari | Karin Enke                 | Östtyskland | 2:03,42 | OR | VR |

## Medaljörer
| Gren        | Guld                   | Guld         | Silver                    | Silver  | Brons                            | Brons   |
| 1 500 meter | Karin Enke Östtyskland | 2.03,42 (OR) | Andrea Schöne Östtyskland | 2.05,29 | Natalja Petrusjova Sovjetunionen | 2.05,78 |

## Resultat
| Placering | Idrottare                  | Nation        | Tid     | Tid bakom | Noteringar |
| --------- | -------------------------- | ------------- | ------- | --------- | ---------- |
| 1         | Karin Enke                 | Östtyskland   | 2:03,42 | –         | (VR)       |
| 2         | Andrea Schöne-Mitscherlich | Östtyskland   | 2:05,29 | +1,87     |            |
| 3         | Natalja Petrusjova         | Sovjetunionen | 2:05,78 | +2,36     |            |
| 4         | Gabi Schönbrunn            | Östtyskland   | 2:07,69 | +4,27     |            |
| 5         | Erwina Ryś-Ferens          | Polen         | 2:08,08 | +4,66     |            |
| 6         | Valentina Lalenkova        | Sovjetunionen | 2:08,17 | +4,75     |            |
| 7         | Natalja Kurova             | Sovjetunionen | 2:08,41 | +4,99     |            |
| 8         | Bjørg Eva Jensen           | Norge         | 2:09,53 | +6,11     |            |
| 9         | Thea Limbach               | Nederländerna | 2:10,35 | +6,93     |            |
| 10        | Sigrid Smuda               | Västtyskland  | 2:10,55 | +7,13     |            |
| 11        | Yvonne van Gennip          | Nederländerna | 2:10,61 | +7,19     |            |
| 12        | Annette Carlén-Karlsson    | Sverige       | 2:10,80 | +7,38     |            |
| 13        | Ria Visser                 | Nederländerna | 2:11,06 | +7,64     |            |
| 14        | Mary Docter                | USA           | 2:12,14 | +8,72     |            |
| 15        | Seiko Hashimoto            | Japan         | 2:12,56 | +9,14     |            |
| 16        | Silvia Brunner             | Schweiz       | 2:12,62 | +9,20     |            |
| 17        | Janet Goldman              | USA           | 2:12,94 | +9,52     |            |
| 18        | Nancy Swider-Peltz         | USA           | 2:13,74 | +10,32    |            |
| 19        | Pak Gum-Hyon               | Nordkorea     | 2:14,23 | +10,81    |            |
| 20        | Han Chun-Ok                | Nordkorea     | 2:14,25 | +10,83    |            |
| 21        | Natalie Grenier            | Kanada        | 2:14,72 | +11,30    |            |
| 22        | Sylvie Daigle              | Kanada        | 2:15,50 | +12,08    |            |
| 23        | Wang Guifang               | Kina          | 2:16,19 | +12,77    |            |
| 24        | Wang Xiuli                 | Kina          | 2:16,68 | +13,26    |            |
| 25        | Kim Chang-Hae              | Nordkorea     | 2:17,37 | +13,95    |            |
| 26        | Choi Seung-Youn            | Sydkorea      | 2:17,80 | +14,38    |            |
| 27        | Lee Kyung-ja               | Sydkorea      | 2:17,96 | +14,54    |            |
| 28        | Lee Yeon-ju                | Sydkorea      | 2:18,34 | +14,92    |            |
| 29        | Kong Meiyu                 | Kina          | 2:19,56 | +16,14    |            |
| 30        | Lilanna Morawiec           | Polen         | 2:39,37 | +35,95    |            |
| 31        | Dubravka Vukušić           | Jugoslavien   | 2:42,12 | +38,70    |            |
| 32        | Bibija Kerla               | Jugoslavien   | 2:46,32 | +42,90    |            |